# Träffyta
Träffyta eller tvärsnitt betecknar inom fysiken en slags sannolikhet som används när partiklar skickas in mot andra partiklar. Namnet härstammar från tiden innan kvantfysikens genombrott, då atomerna sågs som små kulor som kunde träffas med till exempel elektroner.
Nukleära träffytor mäts vanligen i barn (1 b = 10−28 m²).

## Partikelspridning

Differentiell träffyta

För partikelspridning beskriver differentiell träffyta sannolikheten för att observera en spridd partikel i ett givet kvanttillstånd per enhet rymdvinkel. Man observerar här antal partiklar per tidsenhet som sprids inom en kägla (flöde per enhet rymdvinkel) om målet bestrålas med en enhet (flöde per ytenhet ). I figuren är innfallande flöde I, målet T och {\displaystyle d\Omega } är rymdvinkeln.
{\displaystyle {d\sigma  \over d\Omega }={{\hbox{Spritt flöde / rymdvinkelenhet}} \over {\hbox{Infallande flöde / arealsenhet}}}}
Totaltvärsnittet är integralen av den differentiella träffytan över hela klotytan (rymdvinkeln 4{\displaystyle \pi } steradianer): 
{\displaystyle \sigma =\int d\Omega \,{d\sigma  \over d\Omega }.}
Eftersom {\displaystyle (\Theta ,\Phi )} är spridningsriktningen fås:
{\displaystyle \sigma =\int _{0}^{2\pi }d\Phi \int _{-1}^{1}d\Theta {d\sigma (\Theta ,\Phi ) \over d\Omega }}
Träffytan blir därför ett mått på effektivt tvärsnitt, som möter de inkommande partiklarna

## Kärnfysik
Inom kärnfysik används träffytan för att beskriva sannolikheten för en händelse. Om man tänker sig att atomkärnorna är jämnt fördelade över ett plan (till exempel en mycket tunn folie) kommer det att vare en specifik sannolikhet för att en punktformad partikel som avfyras mot planet hamnar innanför en radie {\displaystyle r} från en atomkärna. Eftersom tätheten är {\displaystyle n} kärnor per areal {\displaystyle A}, blir denna sannolikhet {\displaystyle (n\pi r^{2})/A} vilket är förhållandet mellan den totala yta, som upptas av cirkelytor med radien r runt varje kärna och den totala arealen. Om man antar att alla partiklar som träffar innanför denna cirkel stoppas, är detta en kärnas effektiva träffyta. I verkligheten är det bara en viss sannolikhet för växelverkan, men förhållandet mellan antal partiklar som kommer igenom och det totala, ger en träffyta, som beskriver sannolikheten för den aktuella växelverkan. Typiskt får en reaktionsrat mellan två partikeltyper (1 och 2) formen:
{\displaystyle R_{12}={f_{1}f_{2} \over 1+\delta _{12}}n^{2}<\sigma v>}
Där f1 och f1 är fraktionen av partikel 1 och 2, n är mängdtäthet, δ12 är 1 för lika partiklar och annars 0 (kroneckerdelta) och {\displaystyle <\sigma v>} är en reaktivitet som funktion av träffyta och hastighet. Detta därför att träffytan varierer med partikelenergin (hastigheten) samt att hastigheten generellt inte är konstant, utan har en sannolikhetsfördelning (till exempel Maxwell-Boltzmann för termisk energi):
{\displaystyle <\sigma v>=\int _{0}^{\infty }\sigma (v)vf(v)dv}    där sannolikhetsfördelningen för hastigheten {\displaystyle \int _{0}^{\infty }f(v)dv=1}